# Franz von Hipper
Franz Ritter von Hipper (Weilheim in Oberbayern, 13 de setembro de 1863 – Hamburgo, 25 de maio de 1932) foi um oficial naval alemão que tornou-se um dos principais almirantes da Marinha Imperial Alemã na Primeira Guerra Mundial. Ele nasceu em uma família modesta e entrou na marinha em 1881, servindo em diversos navios até conseguir o comando de vários barcos torpedeiros. Hipper também atuou como oficial de guarda em uma série de embarcações, incluindo no iate imperial SMY Hohenzollern. Ele comandou vários cruzadores em equipes de reconhecimento até ser nomeado em outubro de 1913 como o comandante do I Grupo de Reconhecimento, posição que manteve até agosto de 1918 quando assumiu a Frota de Alto-Mar.
Hipper é mais conhecido por suas ações na Marinha Imperial durante a Primeira Guerra Mundial. Ele liderou seus cruzadores de batalha em missões de ataque a cidades costeiras do Reino Unido, pelo qual foi vilificado pela imprensa britânica como um "assassino de bebês" devido aos números de mortes civis. Sua frota de cruzadores enfrentou em janeiro de 1915 esquadras britânicas na Batalha do Banco de Dogger. Hipper novamente comandou o I Grupo de Reconhecimento durante a Batalha da Jutlândia em 1916, com seus navios conseguindo afundar três cruzadores de batalha britânicos, porém Hipper perdeu sua capitânia o SMS Lützow. Como comandante da Frota de Alto-Mar pouco conseguiu alcançar antes do fim da guerra.
Ele se aposentou da marinha em novembro de 1918 com uma pensão completa. Hipper inicialmente viveu usando pseudônimos e mudou-se com frequência com o objetivo de escapar de revolucionários radicais durante a Revolução Alemã de 1918–19. Ele estabeleceu-se definitivamente no bairro de Altona em Hamburgo quando a revolução acabou. Hipper, diferentemente de seu superior Reinhard Scheer, nunca publicou suas memórias de seu serviço na guerra. Ele morreu em maio de 1932 e foi cremado. A Kriegsmarine da Alemanha Nazista batizou em 1938 o cruzador pesado Admiral Hipper em sua homenagem, enquanto a Bundesmarine da Alemanha Ocidental fez o mesmo ao lançar na década de 1950 uma fragata chamada Hipper.

## Infância
Franz Hipper nasceu no dia 13 de setembro de 1863 em Weilheim in Oberbayern, Reino da Baviera, aproximadamente 64 quilômetros ao sul de Munique, filho de Anton e Anna Hipper. Seu pai era um lojista e morreu quando Hipper tinha apenas três anos de idade. Ele começou sua educação aos cinco anos em uma escola católica em Munique. Hipper, aos dez anos, cursou o Ginásio e formou-se em 1879 com um diploma de Obersekundareife, equivalente a um diploma de ensino médio.
Hipper alistou-se como oficial de reserva voluntário, uma posição de um ano no Exército Imperial Alemão, logo depois de terminar seus estudos. Ele completou treinamentos básicos de oficiais em 1879 e em seguida decidiu entrar na Marinha Imperial Alemã. Ele foi para Kiel, onde fez cursos projetados para preparar oficiais para a prova de admissão na marinha, sendo aprovado. Hipper, aos dezoito anos de idade em 12 de abril de 1881, tornou-se um oficial da Marinha Imperial. Dentre seus colegas cadetes da classe de 1881 estava Wilhelm Souchon, que viria a comandar a Divisão do Mediterrâneo na Primeira Guerra Mundial.

## Carreira

### Tempos de paz

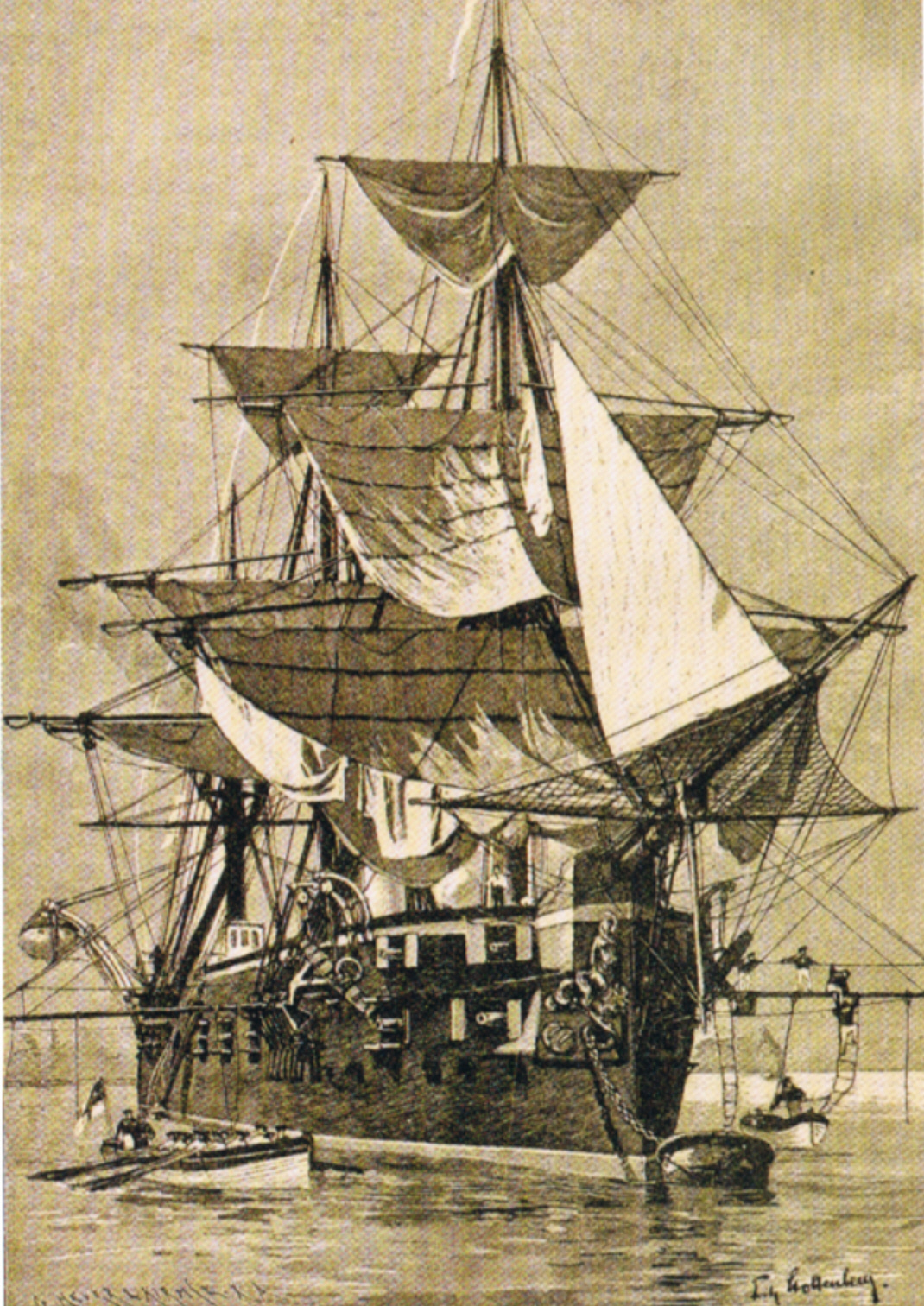
O SMS Leipzig.

Hipper entrou na Marinha Imperial em 1881 como um cadete de mar probatório, servindo a bordo da fragata a velas SMS Niobe de abril a setembro. Foi então transferido para a Escola Naval de Cadetes em Kiel, cursando-a entre setembro de 1881 e março de 1882. Em seguida fez um curso de seis semanas de duração na Escola de Artilharia Básica a bordo do navio de treinamento SMS Mars entre abril e maio. Hipper foi depois designado para o navio escola SMS Friedrich Carl a fim de passar por treinamentos no mar, que duraram de maio até setembro de 1882. Foi então transferido para a corveta a vapor SMS Leipzig para participar de um cruzeiro ao redor do mundo; este começou em outubro de 1882 e só foi terminar dois anos depois em outubro de 1884. Hipper foi para Kiel depois de retornar para a Alemanha e estudou na Escola de Oficiais Navais de novembro até abril do ano seguinte. Foi designado em 24 de abril como oficial de exercícios divisionais, ficando encarregado do treinamento de recrutas para o 1º Batalhão Naval em Kiel. Hipper ocupou o cargo por sete meses.
Ele foi estudar em outubro de 1885 na Escola de Oficiais Executivos em Kiel, formando-se em 16 de dezembro. Hipper foi designado em 4 de janeiro como oficial de divisão para a 2ª Divisão de Artilharia de Marinheiros, Artilharia de Defesa Costeira. Permaneceu no posto até 3 de março de 1887, quando foi designado como oficial de vigia a bordo do Friedrich Carl. A partir disto iniciou-se um período de três anos e meio em que Hipper serviu como oficial de vigia a bordo de vários navios, incluindo as corvetas SMS Stosch e SMS Stein, na fragata blindada SMS Friedrich der Grosse e no aviso SMS Wacht. Ele fez o Curso de Oficial Torpedeiro entre outubro de 1890 e janeiro de 1891 a bordo da corveta SMS Blücher. Foi então designado como especialista de torpedo, retornando para o Friedrich der Grosse em outubro de 1891 como oficial torpedeiro. Hipper juntou-se em abril do ano seguinte à tripulação do recém-comissionado navio de defesa de costa SMS Beowulf, novamente como oficial torpedeiro. Ele serviu apenas brevemente na posição até ser transferido em outubro de 1892 para assumir a posição de comandante de companhia da 2ª Unidade de Torpedeiros em Wilhelmshaven. Em seguida participou de instruções em barcos torpedeiros de janeiro a fevereiro de 1893.
Hipper serviu como oficial de vigia sênior entre 1894 e 1895 no couraçado SMS Wörth, sob o comando do príncipe Henrique da Prússia, irmão do imperador Guilherme II da Alemanha. Nesse período foi promovido a tenente e condecorado em 29 de agosto de 1895 com a Medalha de Serviço de Defesa Nacional Bávara. Hipper foi designado em setembro como o oficial comandante da 2ª Divisão de Reserva de Barcos Torpedeiros. Ele manteve o cargo por 21 meses, período o qual alternou no comando de quatro navios de unidades ativas e de reserva. Hipper participou em junho de 1897 de um cruzeiro de dezessete dias com a equipe do Almirantado Imperial a bordo do aviso SMS Grille. Ao retornar foi promovido para comandar a 2ª Flotilha de Reserva de Barcos Torpedeiros, posição que ocupou por quinze meses.

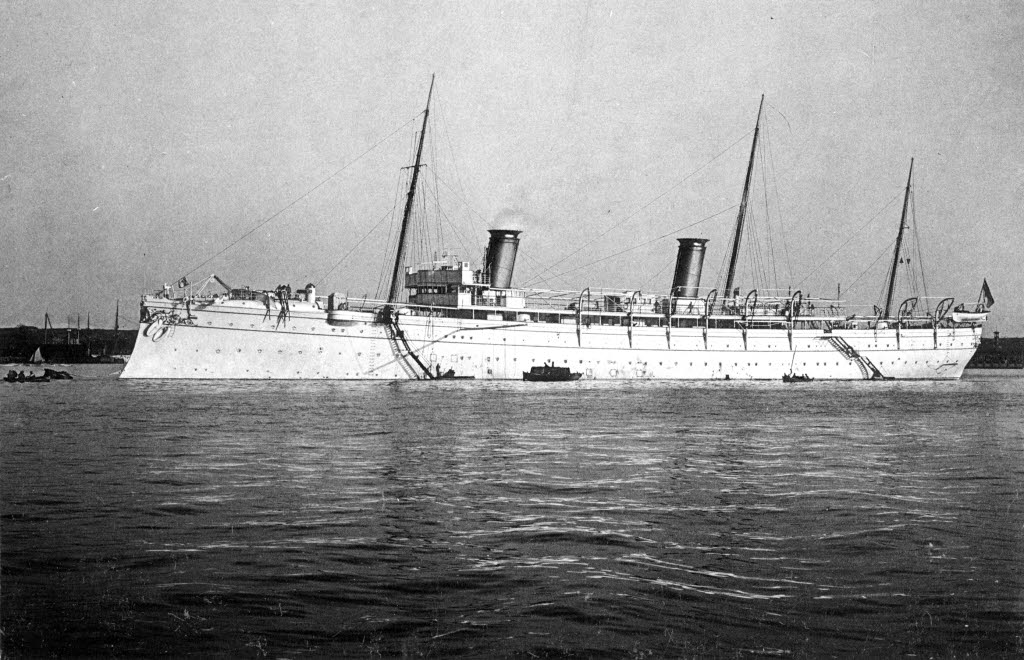
O SMY Hohenzollern.

Hipper foi transferido para o couraçado SMS Kurfürst Friedrich Wilhelm em 1º de outubro de 1898, onde serviu como navegador. Ele passou onze meses a bordo do navio até ser transferido em 19 de setembro de 1899 para servir no iate imperial SMY Hohenzollern. Hipper, como tripulação do iate, esteve presente para o funeral da rainha Vitória do Reino Unido em 1901 e para uma viagem aos Estados Unidos no ano seguinte. Ele recebeu várias condecorações por seu serviço no Hohenzollern, incluindo a Ordem da Águia Vermelha prussiana, a Ordem Militar do Mérito bávara e a Ordem de Santo Estanislau, presenteada pelo imperador Nicolau II da Rússia. Hipper foi promovido em 10 de junho de 1901 a capitão de corveta.
Ao deixar o iate imperial foi designado em 1º de outubro de 1902 para comandar a 2ª Unidade de Torpedeiros, mantendo o cargo até 30 de setembro de 1905. Sua capitânia durante seus primeiros seis meses foi o novo cruzador rápido SMS Niobe, depois transferindo sua bandeira para o torpedeiro SMS D8. Hipper recebeu mais condecorações enquanto estava nesse comando, incluindo a Cruz de Serviço Distinto e a Ordem da Coroa prussianas. Foi promovido em 5 de abril de 1905 a capitão de fragata. Hipper fez em janeiro seguinte um cruzeiro de dez dias da Escola de Artilharia a bordo do novo cruzador blindado SMS Prinz Adalbert. Ele participou em abril de 1906 do Curso de Artilharia de Couraçado realizado a bordo do SMS Schwaben. Recebeu o comando do cruzador rápido SMS Leipzig em 20 de abril, porém seu período no navio foi curto. O Leipzig partiu para a Esquadra da Ásia Oriental em setembro, com Hipper sendo transferido para comandar o novo cruzador blindando SMS Friedrich Carl. Ele assumiu o posto em 30 de setembro e, sob sua liderança, a embarcação ganhou em 1907 o Prêmio do Imperador de melhor artilharia da frota. O almirante Hugo von Pohl afirmou posteriormente em um relatório que: "Ele trouxe o navio para um nível mais elevado de excelência [...] Um dos melhores capitães que temos em cruzadores. Um bom exemplo para seus oficiais. Recomendado para comando de couraçados e para comandos independentes mais altos".
Hipper foi promovido em 6 de abril de 1907 a capitão de mar. Nicolau II pouco depois lhe concedeu outra condecoração russa, a Ordem de Santo André, durante um encontro com Guilherme II. Ele juntou-se ao imperador alemão durante a cerimônia como um de seus "capitães imperiais". Hipper assumiu o comando do novo cruzador blindado SMS Gneisenau em 6 de março de 1908. Foi inicialmente encarregado de realizar um cruzeiro para testar as capacidades da embarcação, depois do qual ela partiria para a Esquadra da Ásia Oriental. Hipper novamente permaneceu na Alemanha, recebendo desta vez o comando da 1ª Divisão de Barcos Torpedeiros em Kiel. Ficou responsável pelo treinamento de mais da metade de todos os torpedeiros alemães, mantendo a posição por três anos até retornar ao serviço de frota.
Ele assumiu o comando do cruzador blindado SMS Yorck em 1º de outubro de 1911, junto com uma posição de chefe do estado-maior do contra-almirante Gustav von Bachmann, o vice-oficial das Forças de Reconhecimento. Bachmann foi promovido em janeiro do ano seguinte e Hipper assumiu seu lugar no dia 26, sendo promovido um dia depois para contra-almirante. Ele serviu como vice-oficial por mais de um ano e meio até novamente seguir os passos de Bachmann; quando este foi promovido a Chefe da Estação Báltica, Hipper tornou-se em 1º de outubro de 1913 o oficial comandante do I Grupo de Reconhecimento. O capitão de corveta Erich Raeder foi nomeado como seu vice.

### Primeira Guerra

#### Ações iniciais

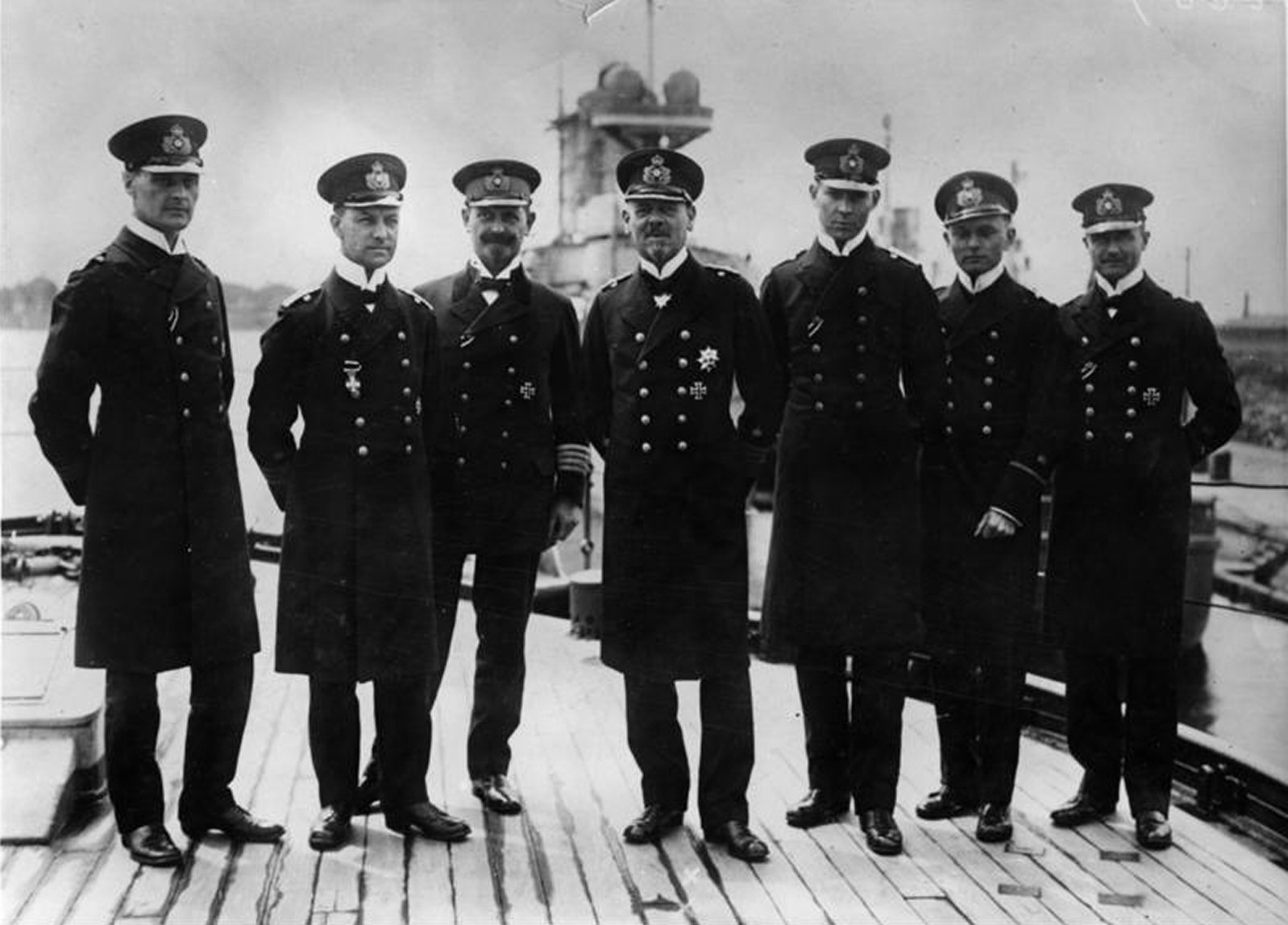
Hipper (centro) com seu estado-maior em 1916.

Hipper liderou os cruzadores de batalha do I Grupo de Reconhecimento em vários ataques contra cidades costeiras do Reino Unido após início da Primeira Guerra Mundial em julho de 1914. A primeira ação desse tipo ocorreu em 2 de novembro de 1914. Sua força incluía os cruzadores de batalha SMS Von der Tann, SMS Moltke e SMS Seydlitz, este último sua capitânia, o cruzador blindado SMS Blücher e mais quatro cruzadores rápidos. A flotilha chegou em Great Yarmouth na manhã do dia seguinte e bombardeou seu porto, ao mesmo tempo que o cruzador SMS Stralsund estabeleceu um campo minado. O submarino britânico HMS D5 respondeu ao ataque, porém afundou depois de bater em uma das minas do Stralsund. Hipper pouco depois ordenou que seus navios retornassem para águas alemãs. Uma espessa neblina cobriu a Angra da Heligolândia na volta, assim as embarcações pararam até que a visibilidade melhorasse a ponto de poderem navegar em segurança através dos campos minados defensivos. O Yorck fez um erro navegacional que o levou para um dos campos minados alemães, batendo em duas minas e afundando rapidamente. Apenas 127 homens de sua tripulação de 629 sobreviveram.
Uma segunda operação foi preparada para 15 e 16 de dezembro, desta vez contra as cidades de Scarborough, Hartlepool e Whitby. A esquadra de Hipper foi complementada pelo cruzador de batalha SMS Derfflinger. A Frota de Alto-Mar partiu doze horas depois do I Grupo de Reconhecimento deixar a Angra de Jade a fim de proporcionar cobertura distante, composta por catorze couraçados, oito pré-dreadnoughts, dois cruzadores blindados, sete cruzadores rápidos e 54 barcos torpedeiros. A Marinha Real conseguia interceptar e decodificar os códigos navais alemães, resultado da captura do cruzador rápido SMS Magdeburg no início da guerra. Os britânicos interceptaram no dia 14 planos relacionados a operação. Quatro cruzadores de batalha do vice-almirante sir David Beatty, apoiados por seis couraçados e vários cruzadores e embarcações menores, deveriam emboscar os navios de Hipper.
A frota alemã principal encontrou seis couraçados britânicos na tarde do dia 15; o almirante Friedrich von Ingenohl, comandante da Frota de Alto-Mar, convencido de que estava enfrentando toda a frota britânica, recuou. Hipper não ficou sabendo da decisão de seu superior e assim seguiu em frente com o bombardeio. As três cidades foram atacadas brevemente até os navios recuarem de volta para o ponto de encontro. Os cruzadores de batalha de Beatty estavam em posição para bloquear a rota de retorno de Hipper, enquanto outras forças estavam a caminho de cercarem os alemães. Entretanto, erros de sinais entre as embarcações britânicas e clima ruim permitiram que o I Grupo de Reconhecimento escapasse sem incidentes. A propaganda britânica vilificou Hipper como um "assassino de bebês" devido às baixas civis infligidas nesses ataques.

#### Banco de Dogger

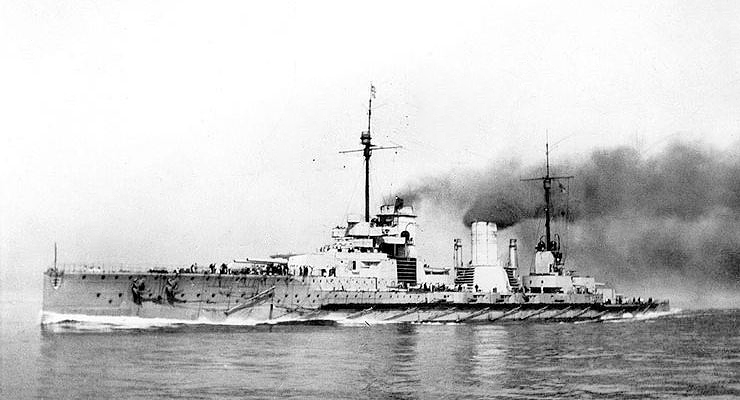
O SMS Seydlitz.

O alto comando naval alemão descobriu em janeiro de 1915 que navios britânicos estavam realizando reconhecimento na área do Banco de Dogger. Ingenohl estava inicialmente relutante em tentar destruir essas forças, já que o I Grupo de Reconhecimento estava temporariamente enfraquecido pois o Von der Tann estava em doca seca passando por sua manutenção periódica. O contra-almirante Richard Eckermann, Chefe de Gabinete da Frota de Alto-Mar, insistiu pela operação, assim Ingenohl cedeu e ordenou que Hipper levasse seus cruzadores de batalha para Dogger. Ele partiu em 23 de janeiro com a capitânia Seydlitz na  liderança, seguido pelo Moltke, Derfflinger e Blücher, mais quatro cruzadores rápidos e dezenove torpedeiros.
Os criptógrafos britânicos interceptaram as informações da ação e, apesar de não saberem dos planos exatos, conseguiram deduzir que Hipper realizaria uma operação na área. Beatty foi novamente encarregado de interceptar e destruir os cruzadores de batalha do I Grupo de Reconhecimento. O cruzador rápido SMS Kolberg avistou às 8h14min de 24 de janeiro o cruzador rápido HMS Aurora e vários contratorpedeiros da Força de Harwich, que estavam designas para o apoio da esquadra de Beatty. Hipper imediatamente virou seus navios em direção dos britânicos, porém, quase simultaneamente, o SMS Stralsund avistou fumaça ao noroeste de sua posição. Os alemães a identificaram como uma grande quantidade de embarcações britânicas seguindo em suas direções. Hipper posteriormente comentou:
| “ | A presença de uma força tão grande indicava a proximidade de mais seções da Frota Britânica, especialmente já que interceptações de rádio revelaram a aproximação da 2ª Esquadra de Cruzadores de Batalha... Eles também foram relatados pelo Blücher no final da linha Alemã, que havia aberto fogo contra em um cruzador rápido e vários contratorpedeiros vindos de popa... Os cruzadores de batalha sob meu comando encontraram-se, em vista do vento [Leste-Norte-Leste] prevalecente, em uma posição de barlavento e assim em uma situação desfavorável desde o começo. | ” |

Hipper virou-se para o sul a fim de fugir, porém foi limitado a 23 nós (43 quilômetros por hora), que era a velocidade máxima que o Blücher conseguia alcançar na época. Os cruzadores de batalha britânicos em perseguição estavam navegando a 27 nós (cinquenta quilômetros por hora), rapidamente alcançando as embarcações alemães. O Blücher, como o último navio na linha de batalha alemã, foi o alvo da maior parte dos disparos britânicos durante o início da batalha.

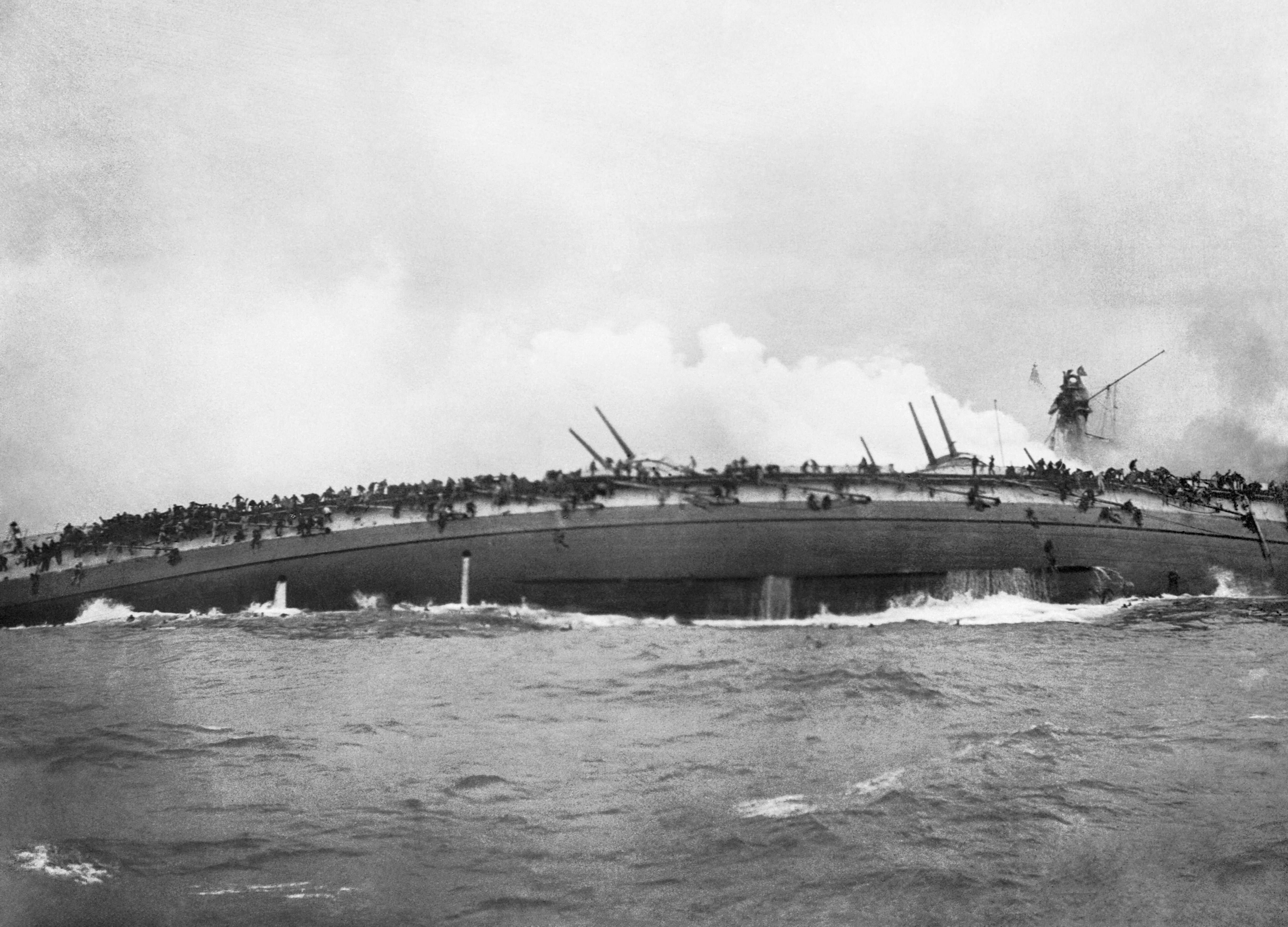
O Blücher emborcando e afundando na Batalha do Banco de Dogger.

O Seydlitz foi atingido em seu castelo da proa às 10h25min por um projétil de 343 milímetros do HMS Lion, porém os danos foram mínimos. Ele foi acertado novamente quinze minutos depois, porém desta vez o projétil perfurou o convés e penetrou a barbeta traseira. A bala não chegou a atravessar a barbeta, porém a explosão danificou uma câmara de serviço e detonou cargas de propelente. O Blücher nesse momento estava seriamente danificado depois de ser atingido várias vezes. A perseguição terminou quando os britânicos receberam relatos da presença de u-boots adiante; Beatty ordenou manobras evasivas, o que permitiu que os alemães aumentassem a distância entre as duas frotas. O último dínamo operacional do Lion falhou nesse momento, fazendo com que sua velocidade caísse para quinze nós (28 quilômetros por hora). Beatty ordenou que seus cruzadores de batalha restante atacassem a traseira do inimigo, porém uma confusão nos sinais fez com que os navios disparassem apenas contra o Blücher, que emborcou e afundou sob o peso do fogo inimigo, porém permitindo que o Moltke, Seydlitz e Derfflinger escapassem.
A culpa pela perda do Blücher não foi colocada em Hipper, mas sim em seu superior Ingenohl, que foi retirado de seu posto em 4 de fevereiro. Hipper encontrou-se no mesmo dia com o imperador para uma inspeção da frota em Wilhelmshaven. Ele foi condecorado com a Cruz de Ferro por Guilherme II e depois no dia 23 recebeu a Cruz de Frederico Augusto, 1ª e 2ª Classes, das mãos de Frederico Augusto II, Grão-Duque de Oldemburgo. Três dias depois foi informado que fora homenageado em Weilheim com uma rua com seu nome.
Hipper estava sofrendo de grande fadiga de batalha em março de 1916; ele já estava no comando das forças de reconhecimento da frota a vinte meses, com a tensão do comando começando a afetá-lo. Ele pediu uma licença médica em 20 de março, que foi aprovada uma semana depois pelo almirante Reinhard Scheer, que havia substituído o almirante Hugo von Pohl como comandante da Frota de Alto-Mar em janeiro. Entretanto, Scheer tentou fazer com que Hipper se aposentasse em vez de retornar depois da licença; ele entrou em contato com o almirante Henning von Holtzendorff, Chefe do Almirantado Imperial, que descordou. Holtzendorff achava que tirar Hipper naquela altura iria "apenas danificar a liderança da guerra". Hipper enquanto isso foi para um spa em Bad Nenndorf, onde passou cinco semanas. O contra-almirante Friedrich Boedicker, seu vice, assumiu temporariamente o comando. Hipper voltou para seu posto em 12 de maio, hasteando sua bandeira no cruzador de batalha recém-comissionado SMS Lützow.

#### Jutlândia

Mapa mostrando os principais movimentos da Batalha da Jutlândia em 1916. Os alemães são mostrados em vermelho enquanto os britânicos em azul.

Scheer planejou outra operação com o objetivo de atrair uma parte da frota britânica para 17 de maio, porém os danos sofridos pelo Seydlitz durante o bombardeamento das cidades costeiras de Yarmouth e Lowestoft no mês anterior, mais problemas de condensadores em vários couraçados da III Esquadra de Batalha, forçaram o plano a ser adiado até o dia 31. O I Grupo de Reconhecimento, formado pelos cruzadores de batalha Lützow, Derfflinger, Seydlitz, Moltke e Von der Tann, cinco cruzadores rápidos e trinta barcos torpedeiros, deixou a Angra de Jade às 2h da manhã. Scheer e o resto da frota de batalha partiram uma hora e meia depois. A inteligência britânica interceptou e decodificou o tráfico de rádio alemão com os planos para a operação, enviando na noite anterior a Grande Frota, composta por 28 couraçados e nove cruzadores de batalha, a fim de destruir a Frota de Alto-Mar.
As forças de cruzadores dos dois lados se encontraram às 16h e começaram a se enfrentar enquanto seguiam para o sul, em direção da frota de Scheer. As embarcações de Hipper, durante essa parte da batalha, destruíram os cruzadores de batalha HMS Indefatigable e HMS Queen Mary. A força britânica de Beatty virou para o norte ao encontrarem a Frota de Alto-Mar com o objetivo de atrai-la em direção da Grande Frota em aproximação, que estava sob o comando do almirante sir John Jellicoe. Os navios de Hipper continuaram a enfrentar as embarcações de Beatty, como também os couraçados da Classe Queen Elizabeth pertencentes a 5ª Esquadra de Batalha.
A 3ª Esquadra de Cruzadores de Batalha do vice-almirante sir Horace Hood formou-se às 19h24min com os navios restantes de Beatty na frente da linha alemã. Os navios britânicos da dianteira avistaram o Lützow e o Derfflinger, abrindo fogo contra eles. O HMS Invincible, capitânia de Hood, acertou o Lützow oito vezes em um espaço de oito minutos, com esses disparos atingindo a proa e sendo a principal causa que levaria ao seu naufrágio. Por sua vez, os dois cruzadores alemães concentraram suas armas no Invincible, com o terceiro tiro do Lützow penetrando a torre de artilharia central da embarcação britânica às 19h33min e acertando um depósito de munição. O Invincible desapareceu em uma série de enormes explosões.
A Grande Frota chegou na área às 19h30min e assumiu uma posição para poder cruzar o "T" da linha de Scheer a partir do nordeste. O almirante alemão, a fim de tirar seus navios de uma situação precária, ordenou uma virada para o sudoeste. O Lützow perdeu velocidade e não conseguiu acompanhar, assim Hipper ordenou que sua capitânia se retirasse para o sudoeste. O comodoro Andreas Michelsen, a bordo do cruzador rápido SMS  Rostock, enviou às 20h os torpedeiros da I Meia-Flotilha para auxiliarem o Lützow. O SMS G39 ficou lado e lado e Hipper e sua equipe foram a bordo para que assim pudesse ser transferido para algum outro de seus cruzadores de batalha. Scheer decidiu realizar outra manobra às 19h55min para poder tentar atacar os britânicos. Esta virada novamente colocou os alemães em uma posição perigosa, já que Jellicoe tinha virado sua frota para o sul e novamente cruzou o "T" de Scheer. Seguiu-se mais uma virada, que teve a cobertura dos danificados cruzadores de batalha de Hipper; como ele estava no processo de transferência do Lützow para o G39, o comando da esquadra ficou temporariamente com o capitão de mar Johannes Hartog do Derfflinger. Hipper comentou:
| “ | Tive que encontrar outra capitânia para mim pois eu não podia mais exercer comando de uma que estava sendo despedaçada... Um barco torpedeiro foi chamado e nós trocamos sob fogo pesado... Dirigi meu barco torpedeiro esperando encontrar um momento vantajoso para subir em um dos [outros cruzadores de batalha]. Provavelmente jamais esquecerei esta uma hora e meia que passei sob fogo e estilhaços a bordo do barco torpedeiro. | ” |

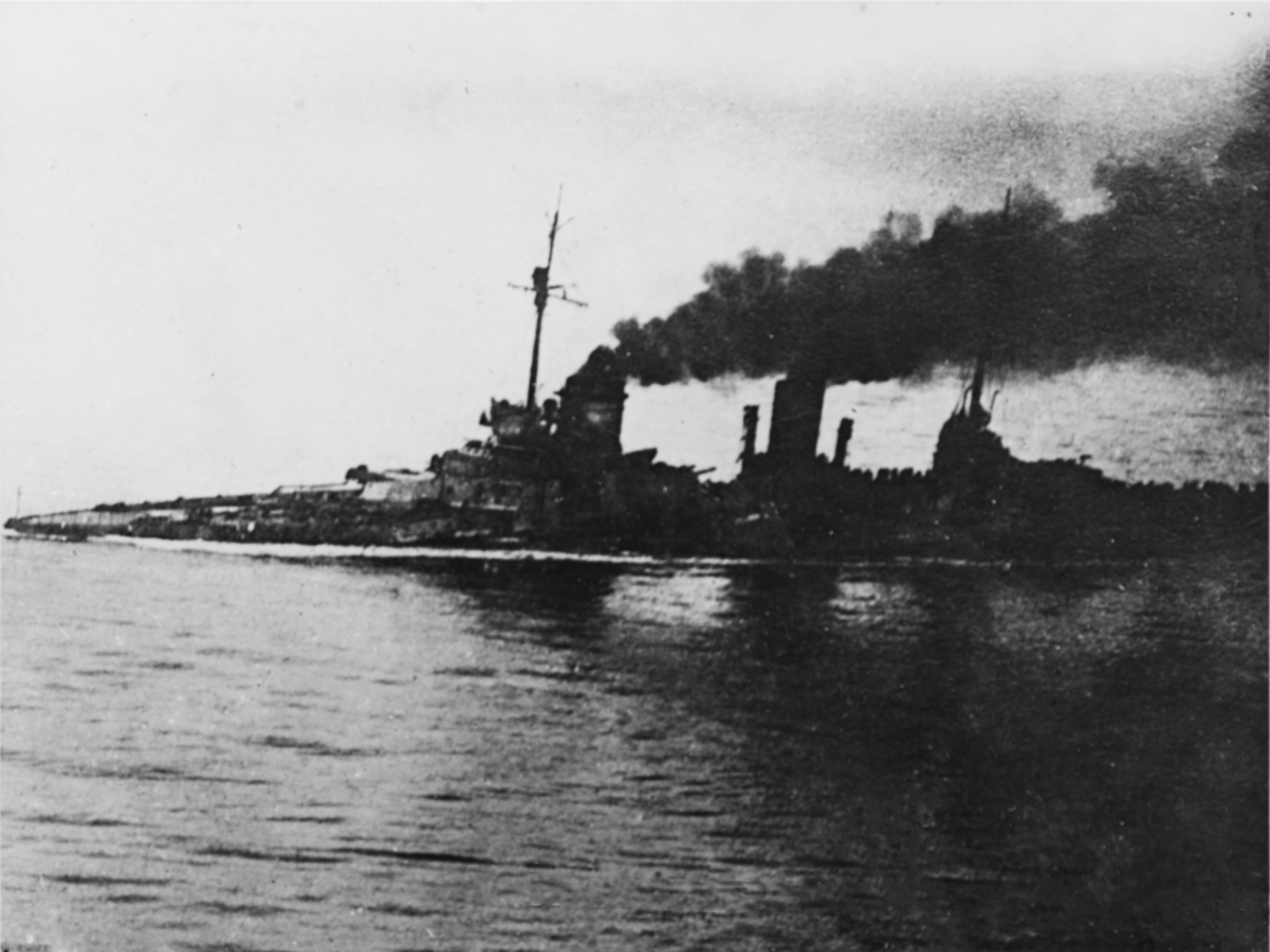
O Seydlitz seriamente danificado voltando para casa após a Batalha da Jutlândia.

Hipper conseguiu se transferir para o Moltke às 22h15min, em seguida ordenando que seus navios navegassem a vinte nós (37 quilômetros por horas) para que assumissem a posição dianteira da linha. Entretanto, apenas o Moltke e o Seydlitz estavam em condições de alcançar a velocidade; o Derfflinger e o Von der Tann só podiam chegar a dezoito nós e assim ficaram para trás. Um ataque dos cruzadores rápidos britânicos fez com que a formação alemã se desfizesse. Na confusão, o Seydlitz perdeu o Moltke de vista e não conseguiu manter os 22 nós (41 quilômetros por hora) deste, destacando-se e seguindo independentemente para o Recife Horns. Os navios de Hipper não participaram de mais nenhum combate durante seu retorno para a Alemanha. Ele relatou a Scheer às 3h55min que o Derfflinger e o Von der Tann tinham apenas dois canhões funcionando, enquanto o Seydlitz fora seriamente danificado. Scheer respondeu que Hipper retornasse para Wilhelmshaven enquanto o resto da frota ficaria no Recife Horns.
Hipper recebeu a Pelo Mérito, a maior condecoração militar alemã, por sua conduta na batalha; foi presenteada pelo imperador em 5 de junho. Também recebeu a cruz de comendador da Ordem Militar de Maximiliano José bávara. Este prêmio trazia consigo a elevação para a nobreza, o título de Ritter e a partícula nobiliárquica "von". Também foi honrado com outras condecorações, incluindo a Ordem de Alberto saxônica e três Cruzes Hanseáticas das cidades livres de Bremen, Hamburgo e Lubeque.

#### Frota de Alto-Mar
O restante de 1916 e todo 1917 foi praticamente tranquilo para Hipper. Ele foi colocado no comando de um destacamento da Frota de Alto-Mar composto por dois cruzadores de batalha, onze couraçados, quatro cruzadores rápidos e onze barcos torpedeiros, sendo enviado para a Dinamarca a fim de recuperar dois u-boots que encalharam em novembro de 1916. Um conseguiu retornar para a Alemanha, porém o outro precisou ser destruído para impedir sua captura. Durante a viagem de volta, os couraçados SMS Kronprinz e SMS Grosser Kurfürst foram torpedeados por um submarino britânico. Um breve confronto ocorreu na Angra da Heligolândia um ano depois entre navios alemães e britânicos.
Hipper foi promovido ao comando da Frota de Alto-Mar em 12 de agosto de 1918, logo depois de Scheer ter sido promovido a Chefe do Estado-Maior Naval. Ao mesmo tempo foi promovido a almirante; ele já tinha assumido o comando provisório da frota no dia anterior durante uma cerimônia realizada a bordo do antigo couraçado pré-dreadnought SMS Kaiser Wilhelm II. Entretanto, a guerra já estava praticamente perdida e Hipper conseguiu fazer muito pouco durante seu tempo na liderança da frota.
Os dois almirantes alemães conceberam em outubro uma última grande operação da Frota de Alto-Mar para atacar a Grande Frota britânica. Scheer tinha a intenção de infligir o máximo de dano possível na Marinha Real Britânica, assim conseguindo alcançar uma melhor posição de barganha para a Alemanha nas negociações de paz, não importando os custos para sua própria marinha. Hipper, durante os estágios de planejamento, escreveu que "Quanto uma batalha para a honra da frota nesta guerra, mesmo que seja uma batalha até a morte, seria a fundação de uma nova frota alemã... tal frota estaria fora de questão no evento de uma paz desonrosa". O plano envolvia dois ataques simultâneos de cruzadores rápidos e torpedeiros, um em Flandres e o outro em navios mercantes no estuário do rio Tâmisa; cinco cruzadores de batalha apoiariam o ataque no Tâmisa enquanto os couraçados ficariam em Flandres. A Frota de Alto-Mar, depois desses dois ataques, se concentraria perto da costa holandesa, onde enfrentaria a Grande Frota.

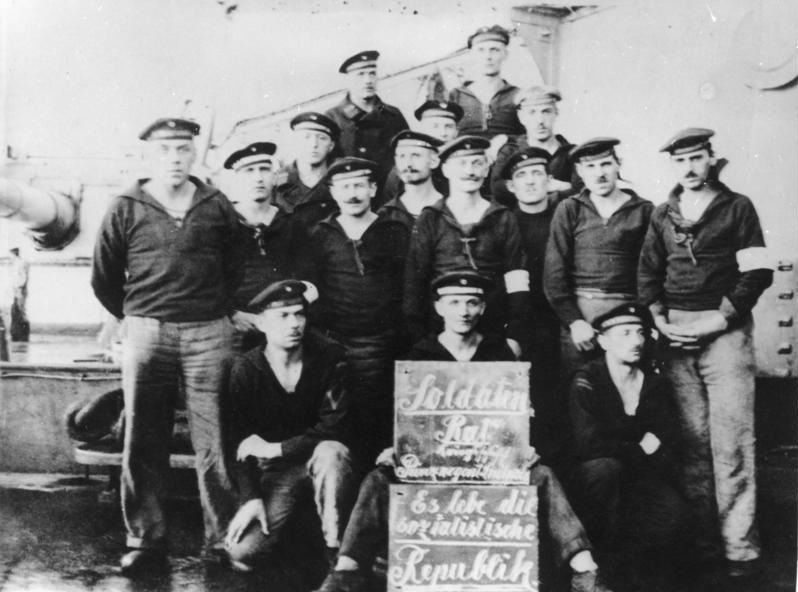
Membros do conselho de soldados do couraçado SMS Prinzregent Luitpold.

Entretanto, enquanto a frota reunia-se em Wilhelmshaven, soldados veteranos cansados da guerra começaram a se amotinar. No momento em que o Von der Tann e o Derfflinger passavam pelas comportas para entrarem no seu porto, aproximadamente trezentos marinheiros saltaram para fora dos navios e desapareceram em terra. A ordem para deixar Wilhelmshaven foi emitida em 24 de outubro de 1918. Homens começaram a se amotinar a bordo de vários couraçados na noite do dia 29; três embarcações da III Esquadra de Batalha recusaram-se a partir, com atos de sabotagem sendo realizados no SMS Thüringen e SMS Helgoland. Diante de uma revolta, a ordem foi rescindida e a operação cancelada. As esquadras da Frota de Alto-Mar foram dispersas em uma tentativa para suprimir o motim. A situação piorou tanto que Hipper arriou sua bandeira do couraçado SMS Baden em 9 de novembro e foi para terra.
Segundo os termos do Armistício de Compiègne de 11 de novembro, todos os cinco cruzadores de batalha da Alemanha mais duas das três esquadras, vários cruzadores rápidos e barcos torpedeiros, deveriam ser internados na base britânica de Scapa Flow na Escócia. Hipper recusou-se a liderar sua frota até a rendição e assim delegou a tarefa para o contra-almirante Ludwig von Reuter. Ele assistiu da costa os navios alemães deixarem o país em 21 de novembro em direção de Scapa Flow, afirmando tempos depois que:
| “ | Meu coração está partido por isso; meu tempo como comandante de frota chegou a um fim inglório. As questões restantes sobre desmobilização, desarmamento e as negociações com os conselhos de soldados podem ser lidadas por meu chefe do estado-maior; não tenho mais o que fazer aqui. Deverei permanecer em comando pro forma por pouco tempo, de outra forma, estou completamente exausto. | ” |

Em 2 de dezembro, menos de duas semanas depois, Hipper apresentou oficialmente seu pedido para ser colocado na lista de inativos. Ele aposentou-se no dia 13 com uma pensão completa aos 55 anos de idade, depois de ter passado 37 anos de sua vida servindo ativamente na Marinha Imperial Alemã.

## Pós-guerra
Hipper teve uma vida quieta depois de se aposentar da marinha. Ele usou nomes falsos e mudou-se constantemente durante o período caótico da Revolução Alemã de 1918–19 com o objetivo de esconder-se de revolucionários radicais. Enquanto isso em 21 de junho de 1919, a frota alemã em Scapa Flow deliberadamente afundou seus próprios navios para que não fossem tomados pelos britânicos. Hipper escreveu ao vice-almirante Adolf von Trotha, o comandante da recém-estabelecida Reichsmarine, expressando sua aprovação sobre o incidente. Ele mudou-se permanentemente para o bairro de Altona em Hamburgo assim que a revolução acabou.
Diferentemente de Scheer, Hipper nunca escreveu suas memórias sobre a guerra ou vida no mar. Ele brevemente envolveu-se na década de 1920 com movimentos políticos conservadores, porém nunca comprometeu-se com nenhum deles. Franz von Hipper morreu em 25 de maio de 1932 em Hamburgo; seu corpo foi cremado e suas cinzas enterradas em sua cidade natal de Weilheim, seguindo seus desejos. Ao saber sobre sua morte, seu antigo adversário Beatty afirmou "Sinto muitíssimo. Alguém gostaria de expressar seus arrependimentos pela morte de um oficial galante e um grande marinheiro". A Kriegsmarine, que fora expandida na época da Alemanha Nazista, lançou em 1938 o novo cruzador pesado Admiral Hipper em sua homenagem, enquanto a Bundesmarine da Alemanha Ocidental fez o mesmo em 1959 com a fragata Hipper.

## Condecorações
- Ordem da Águia Vermelha, 2ª Classe com Estrela, Folhas e Espadas (Prússia)
- Ordem da Coroa, 2ª Classe (Prússia)
- Pelo Mérito (Prússia)
- Cruz de Ferro, 1ª e 2ª Classes (Prússia)
- Prêmio de Serviço (Prússia)
- Cruz de Comendador da Ordem Militar de Maximiliano José (Baviera)
- Ordem Militar do Mérito, 2ª Classe com Estrela e Espadas (Baviera)
- Cruz de Comendador da Ordem de Alberto, 1ª Classe com Espadas (Saxônia)
- Comandante da Ordem Militar do Mérito (Württemberg)
- Cruz Militar do Mérito, 1ª Classe (Mecklemburgo-Schwerin)
- Cruz de Frederico Augusto, 1ª e 2ª Classes (Oldemburgo)
- Cruz de Cavaleiro da Ordem do Falcão Branco, 1ª Classe (Saxe-Weimar-Eisenach)
- Cruz Hanseática (Cidades Livres de Bremen, Hamburgo e Lubeque)
- Ordem de Santo André, 2ª Classe (Rússia)
- Ordem de Santo Estanislau (Rússia)